# 薩拉雷
9°47′2″N 69°9′40″W / 9.78389°N 69.16111°W

薩拉雷（西班牙語：Sarare），是委內瑞拉的城鎮，位於該國西部拉臘州，是西蒙普拉納斯市的首府，始建於1716年，該城鎮主要經濟活動是畜牧業，2011年人口16,395。